# Miguel Ángel Gálvez
Miguel Ángel Gálvez Aguilar  (Ciudad de Guatemala, 5 de agosto de 1958) es un abogado y juez guatemalteco, fue titular del Juzgado B de Mayor Riesgo del Organismo Judicial de Guatemala. Ha tenido a su cargo casos relevantes como el asesinato de los diputados del Parlacen, el caso Rosenberg, el proceso contra Villatoro Cano, la red de Pavón, el caso Siekavizza, caso de La Línea, TCQ, Cooptación del estado, entre otros.
El 16 de febrero de 2018, presentó su candidatura para fiscal general y jefe del Ministerio Público de Guatemala y sustituir a Thelma Aldana en el cargo. Gálvez figuró en el listado de seis personas electas por la Comisión de Postulación, que fue presentado al presidente Jimmy Morales, de las cuales debe eligió a María Consuelo Porras.

## Biografía
Gálvez nació en la Ciudad de Guatemala, el 5 de agosto de 1958 es el cuarto de siete hermanos. Se graduó de Bachiller en Ciencias y Letras en la Escuela Normal Central para Varones, se graduó como abogado en la Facultad de Derecho de la Universidad de San Carlos de Guatemala, tiene maestrías en Derecho Penal y en Derecho Procesal Penal. Laboró como jefe del Registro Laboral del Ministerio de Trabajo por poco tiempo ya que tiempo después inició su trabajo en el Organismo Judicial.

### Carrera laboral
Comenzó su carrera judicial en 1998 en Quiché, su primer caso fue el de Cándido Noriega, quien fuera el primer comisionado militar juzgado por asesinato en 1999. Poco después en Baja Verapaz y Chiquimula, también juez de mayor riesgo y ha conocido casos de alto impacto como el asesinato de los diputados al Parlamento Centroamericano, el caso Rosenberg, el proceso contra Eduardo Villatoro Cano por la masacre de Policías en Salcajá y la red de Pavón que era liderada por Byron Lima Oliva. Sobresalió por haber elevado a juicio la causa de la acusación de genocidio de José Efraín Ríos Montt. También lleva el caso de la desaparición de Cristina Siekavizza y los casos de La Línea, Terminal de Contenedores Quetzal y Cooptación del Estado. El 26 de agosto de 2015, el juez Gálvez, ligó a proceso y envió al Centro de Detención Preventivo para Mujeres Santa Teresa a la exvicepresidenta Roxana Baldetti, sindicada de ser jefa (junto a Otto Pérez Molina) en la red de defraudación aduanera La Línea. El juez Gálvez denunció que recibió amenazas cuando resolvía el caso TCQ, esto provocó el respaldo de personalidades y de diferentes entidades. El 27 de junio de 2016 ligó a proceso a 53 sindicados en el caso Cooptación del Estado en Guatemala, entre los que se encuentran Roxana Baldetti, Otto Pérez Molina, empresarios, contratistas y exfuncionarios quienes fueron sindicados de idear la estructura criminal que se adueñó de varias instituciones que eran clave para el Estado de Guatemala, con el objetivo de enriquecerse de manera ilícita.

### Caso de La Línea y otros
El Caso de «La Línea» es proceso judicial por corrupción en Guatemala iniciado el 16 de abril de 2015 cuando la CICIG (Comisión Internacional contra la Impunidad en Guatemala) involucró a varios altos funcionarios del Gobierno del general retirado Otto Pérez Molina, incluyendo el capitán retirado Juan Carlos Monzón (secretario privado de la vicepresidencia) y directores de la SAT (Superintendencia de Administración Tributaria) en una sofisticada red de contrabando en las aduanas de ese país centroamericano. El Caso de La Línea formó parte de la Alianza para la prosperidad del Triángulo Norte de la América Central promovida por la administración de Barack Obama en Guatemala, El Salvador y Honduras y que —aunque presentada como una estrategia para impulsar el desarrollo de la región para paliar la crisis migratoria de Guatemala, Honduras y El Salvador— era parte de una estrategia de los Estados Unidos para mantener su hegemonía histórica en Centroamérica, ya esta se veía amenazada por la construcción del Canal de Nicaragua que está realizando la empresa china  «HK Nicaragua Canal Development» y las exploraciones mineras en la región por parte de empresas rusas.